# Rhizobium
Rhizobium er en slægt af Gram-negative jordbakterier, som fikserer kvælstof. Arterne i slægten Rhizobium danner endosymbiotiske kvælstoffikserende organer i samspil med rødder af planter i ærteblomstfamilien (Fabaceaea) og slægten Parasponia ( i hampfamilien).
Bakterierne koloniserer planteceller i rodknolde, hvor de omdanner atmosfærisk kvælstof (N2) til ammonium, og forsyner planten med organiske kvælstofforbindelser såsom glutamin og acylurea-forbindelser. Til gengæld forsyner planten bakterierne med organiske forbindelser dannet ved fotosyntesen. Dette gensidigt gavnlige forhold (mutualisme) er karakteristisk for alle knoldbakterier, med arten Rhizobium leguminosarum som typisk eksempel.